# 타사 나시오날 데 카보베르데
타사 나시오날 데 카보베르데(Taça de Cabo Verde) 또는(포르투갈어: Cape Verdean Cup, Capeverdean Cup)는 카보베르데 섬의 주요 녹아웃 축구 토너먼트이다. 1982년에 시작하여 중간에 폐지 이후 2007년에 다시 부활했으며 대회는 매년 열린다. 이 대회는 각 섬 또는 지역 컵 대회의 우승팀들로 두 그룹을 만들어 진행된다.